# Constituição da Coreia do Sul
A constituição da Coreia do Sul é a lei básica do país. Foi promulgada em 17 de julho de 1948 e revisada em 1987.